# LEMP (informatique)
 (avril 2025).
L'article doit être relu — et modifié si nécessaire — par des contributeurs indépendants pour apporter un regard critique aux contributions effectuées en violation des conditions d'utilisation de Wikipédia, tant sur la forme (notamment concernant le style encyclopédique, la proportionnalité) que sur le fond (la neutralité de point de vue, la qualité et l'indépendance des sources).
 (avril 2025).
Motif : Sources attestant de la notoriété ? Plusieurs sources primaires en bas de page.
- Archive Wikiwix
- Bing
- Cairn
- DuckDuckGo
- E. Universalis
- Gallica
- Google
- G. Books
- G. News
- G. Scholar
- Persée
- Qwant
- (zh) Baidu
- (ru) Yandex
- (wd) trouver des œuvres sur Wikidata

| 1. | Préciser le motif de la pose du bandeau. | Précisez le motif de la pose du bandeau en utilisant la syntaxe suivante : {{admissibilité à vérifier\|date=mai 2025\|motif=remplacez ce texte par le motif}}                            |
| 2. | Informer les utilisateurs concernés.     | Pensez à avertir le créateur de l'article, par exemple, en insérant le code ci-dessous sur sa page de discussion : {{subst:avertissement admissibilité à vérifier\|LEMP (informatique)}} |

Pour l’article homonyme, voir LEMP.
LEMP est un acronyme désignant une pile de logiciels libres utilisée pour héberger des sites web dynamiques. Le nom provient des initiales des composants principaux :
- Linux : système d’exploitation ;
- NGINX : serveur web et proxy inverse (prononcé « Engine-X »)
- MySQL ou MariaDB : systèmes de gestion de bases de données relationnelles ;
- PHP, Perl ou Python : langage de programmation côté serveur.

## Contexte
La pile LEMP est une variante de la pile LAMP dans laquelle le serveur web Apache est remplacé par Nginx. Ce changement vise à améliorer les performances, notamment dans les environnements nécessitant la gestion de nombreuses connexions simultanées.
La combinaison LEMP est populaire auprès des développeurs web, administrateurs système et hébergeurs cloud pour son efficacité, sa modularité et sa compatibilité avec les applications web modernes.

## Composants
- Linux : fournit la base du système d'exploitation. Les distributions courantes incluent Ubuntu, Debian, CentOS et Rocky Linux.
- Nginx : serveur web léger, non bloquant, idéal pour la gestion du trafic élevé.
- MySQL ou MariaDB : bases de données relationnelles open source.
- PHP, Perl ou Python : langages de script côté serveur pour le traitement du contenu dynamique.

## Déploiement
LEMP peut être installé manuellement ou via des outils d’automatisation et des panneaux de contrôle. Des ressources et scripts populaires facilitent cette tâche :
- aaPanel : panneau de contrôle libre pour Linux, permettant l’installation de LEMP via une interface graphique. Disponible sur le marketplace de Linode.
- OneinStack : script automatisé supportant LEMP.
- Documentation technique proposée par DigitalOcean et Linode.

## Applications
LEMP est utilisé pour déployer des applications web comme :
- des sites créés avec WordPress, Laravel, Symfony, etc. ;
- des services en ligne à fort trafic ;
- des architectures distribuées ou basées sur des microservices.